# Poecilotriccus sylvia
Poecilotriccus sylvia là một loài chim trong họ Tyrannidae.